# Крайні точки Ісландії
У цій статті наведено список крайніх точок Ісландії, тобто тих, що знаходяться найпівнічніше, найпівденніше, найсхідніше та найзахідніше за будь-які інші географічні точки країни.

## Ісландія (країна)

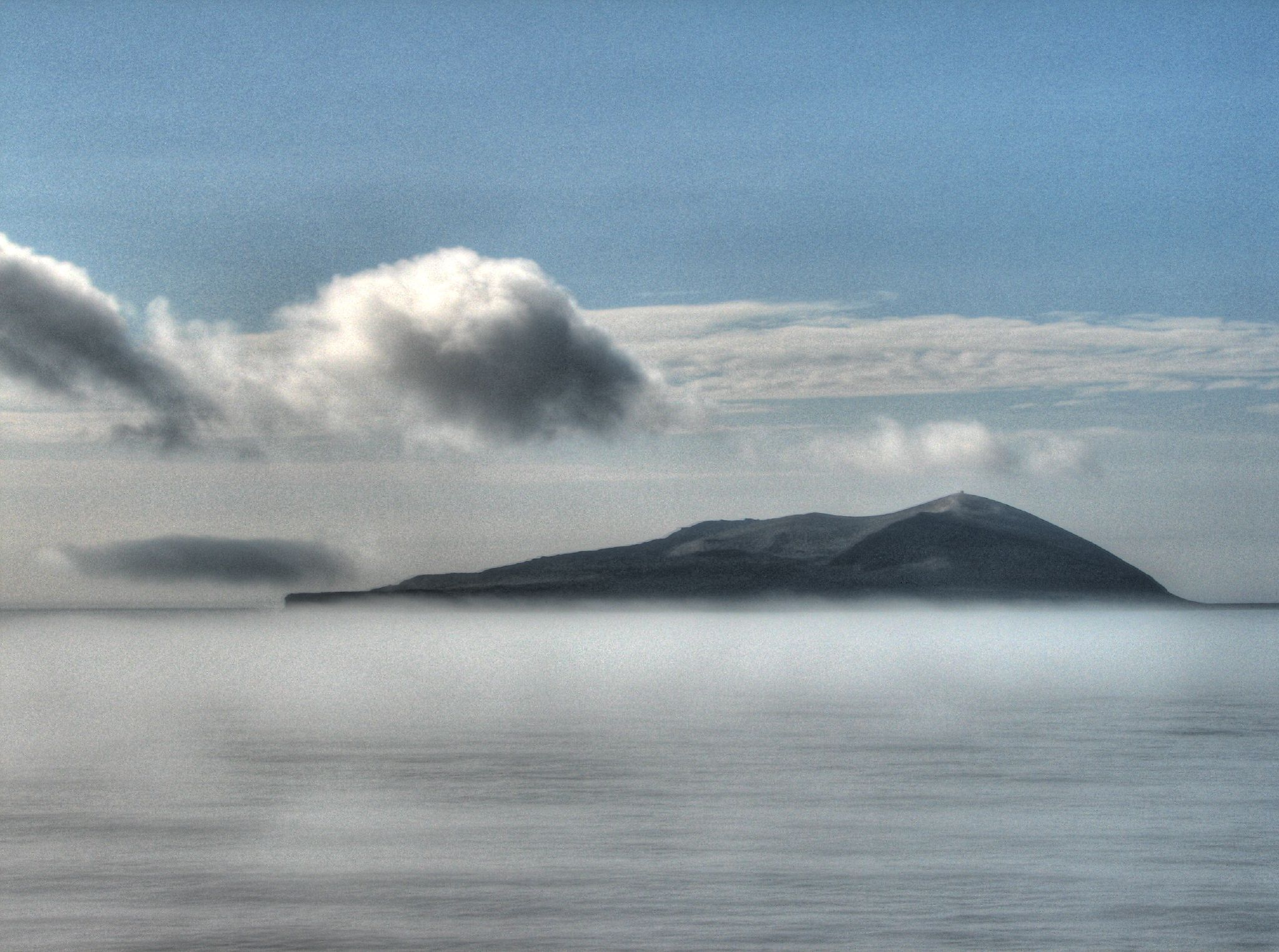
Найпівденніша точка Ісландії — острів Суртсей

- Найпівнічніша точка: Кольбейнсей, Ейяф'єрдюр (67°08′09″ пн. ш. 18°41′03″ зх. д. / 67.13583° пн. ш. 18.68417° зх. д.)
- Найпівнічніший населений пункт: Ґрімсей, Ейяф'єрдюр (66°33′ пн. ш. 18°01′ зх. д. / 66.550° пн. ш. 18.017° зх. д.)
- Найпівденніша точка: Суртсей, Вестманнові острови (63°17′ пн. ш. 20°35′ зх. д. / 63.283° пн. ш. 20.583° зх. д.)
- Найпівденніший населений пункт (ферма): Ґардар, Вестюр-Скаптафедльсисла (63°24'N, 019°03'W)
- Найпівденніший населений пункт (місто): Вік, Вестюр-Скаптафедльсисла (63°25'N, 019°01'W)
- Найзахідніша точка: Бʼярктаунґар, Вестюр-Бардастрандарсисла (65°30′ пн. ш. 24°32′ зх. д. / 65.500° пн. ш. 24.533° зх. д.)
- Найзахідніший населений пункт (ферма): Кваллаутюр, Вестюр-Бардастрандарсисла (65°32'N, 024°28'W)
- Найзахідніший населений пункт (місто): Патрексфʼєрдюр, Вестюр-Бардастрандарсисла (65°35'N, 23°59'W)
- Найсхідніша точка: Квалбакюр, Сюдюр-Муласисла (64°35′ пн. ш. 13°14′ зх. д. / 64.583° пн. ш. 13.233° зх. д.)
- Найсхідніший населений пункт (ферма): Сандвік, Сюдюр-Муласисла (65°06'N, 013°33'W)
- Найсхідніший населений пункт (місто): Нескейпстадюр (65°09'N, 13°43'W)

## Материкова Ісландія

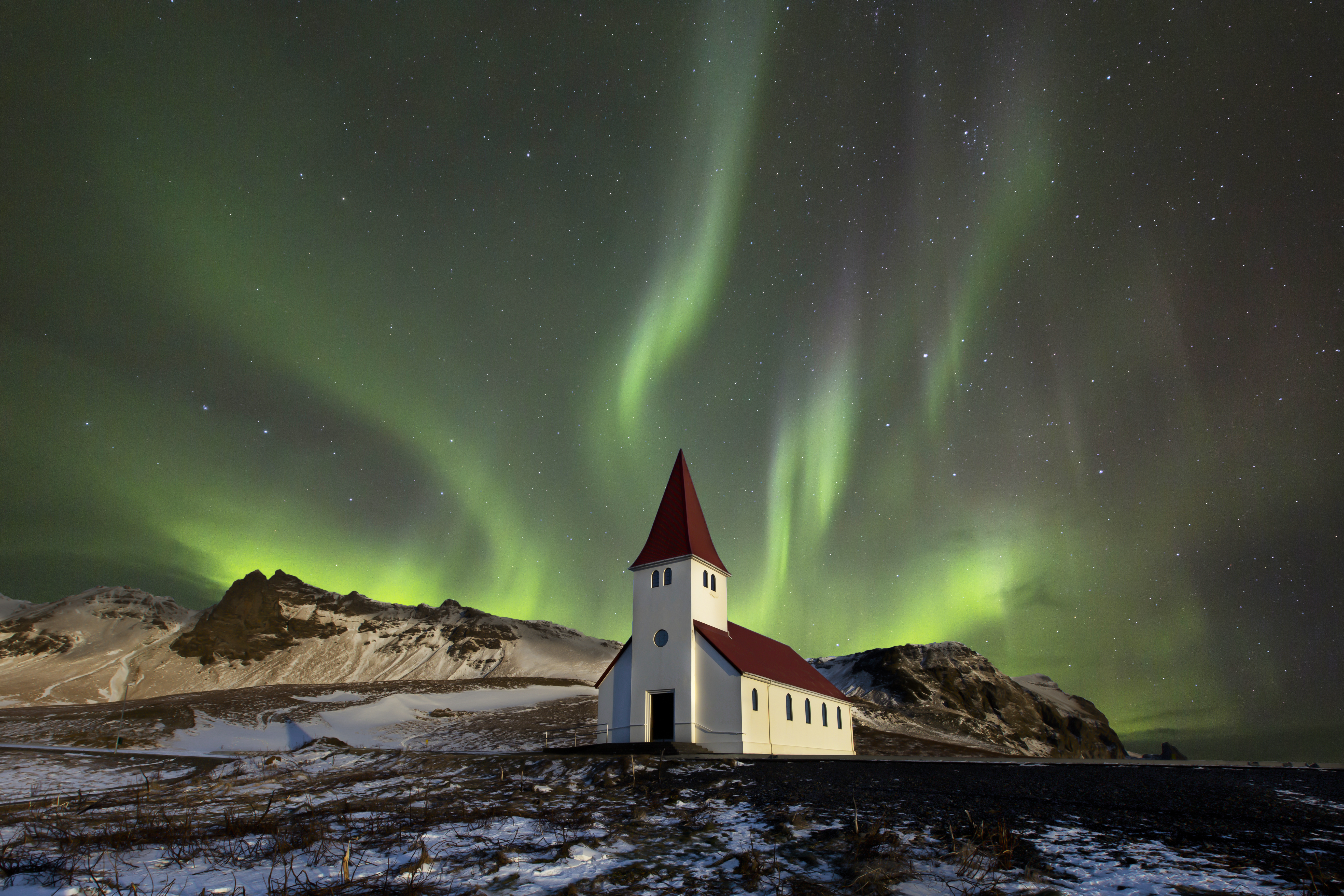
Найпівденніше місто Ісландії ― Вік і Мірдал (Вік)

- Найпівнічніша точка: Ріфстаунґі, Нордюр-Тінґейярсисла (66°32'N, 016°12'W)
- Найпівнічніший населений пункт (ферма): Ріф, Нордюр-Тінґейярсисла (66°32'N, 016°12'W)
- Найпівнічніший населений пункт (місто): Рейваргебн, Нордюр-Тінґейярсисла (66°27'N, 015°57'W)
- Найпівденніша точка: Кетлютаунґі, Вестюр-Скаптафедльсисла (63°23'N, 018°45'W)
- Найпівденніший населений пункт (ферма): Ґардар, Вестюр-Скаптафедльсисла (63°24'N, 019°03'W)
- Найпівденніший населений пункт (місто): Вік, Вестюр-Скаптафедльсисла (63°25'N, 019°01'W)
- Найзахідніша точка: Бʼярктаунґар, Вестюр-Бардастрандарсисла (65°30'N, 024°32'W)
- Найзахідніший населений пункт (ферма): Кваллаутюр, Вестюр-Бардастрандарсисла (65°32'N, 024°28'W)
- Найзахідніший населений пункт (місто): Патрексфʼєрдюр, Вестюр-Бардастрандарсисла (65°35'N, 023°59'W)
- Найсхідніша точка: Ґерпір, Сюдюр-Муласисла (65°04'N, 013°29'W)
- Найсхідніший населений пункт (ферма): Сандвік, Сюдюр-Муласисла (65°06'N, 013°33'W)
- Найсхідніший населений пункт (місто): Нескейпстадюр (65°09'N, 013°43'W)

## Висота над рівнем моря
- Найвища точка: Гваннадальсхнукюр, 2110 м (64°00′ пн. ш. 16°39′ зх. д. / 64.000° пн. ш. 16.650° зх. д.)
- Найнижча точка: Атлантичний океан, 0 м
- Найвищий населений пункт: село Медрюдалюр, 469 метрів (1 539 фут)